# Adán de Bremen
Adán de Bremen (1050 – 12 de octubre de 1081 a 1085) fue un cronista y geógrafo oriundo de la alta Sajonia y uno de los más importantes historiadores alemanes de la Edad Media. Vivió durante la segunda mitad del siglo XI. Es más conocido por ser el autor de Gesta Hammaburgensis ecclesiae pontificum.
Fue a Bremen hacia 1067, al ser nombrado canónigo, y luego director de la escuela municipal. Antes, es probable que enseñara en la escuela de la catedral de Magdeburgo.
Ejerció sus funciones y simultáneamente escribió, hacia 1075, una historia eclesiástica en cuatro tomos, la Gesta Hammaburgensis ecclesiae pontificum, su obra más famosa, donde trata del origen y de la propagación de la religión cristiana en los países septentrionales de Europa, y particularmente en las diócesis de Bremen y de Hamburgo durante el reinado de Carlomagno hasta el emperador Enrique IV del Sacro Imperio Romano Germánico.